# Spa của Nuestra Señora de la Palma y del Real
Spa of Nuestra Señora de la Palma y del Real (Tiếng Tây Ban Nha: Balneario de Nuestra Señora de la Palma y del Real) là một spa nằm ở Cádiz, Tây Ban Nha. Nó được công nhận là Bien de Interés Cultural năm 1990.